# راهوارمرغ‌ها
راهوارمرغ‌ها یا درومورنیس نام یک پرنده از سرده گونه‌های پرندگان غول‌پیکر منقرض‌شده است این نوع پرنده از دسته پرندگان بی‌پرواز بوده دارای ۳ متر قد و ۶۵۰ کیلوگرم وزن و همچنین بال‌هایی بسیار کوتاه داشته ولی پاهایش بسیار بلند بوده چیزی شبیه شترمرغ‌های امروز. احتمالاً بیشتر آن‌ها گیاه‌خوار بوده‌اند.

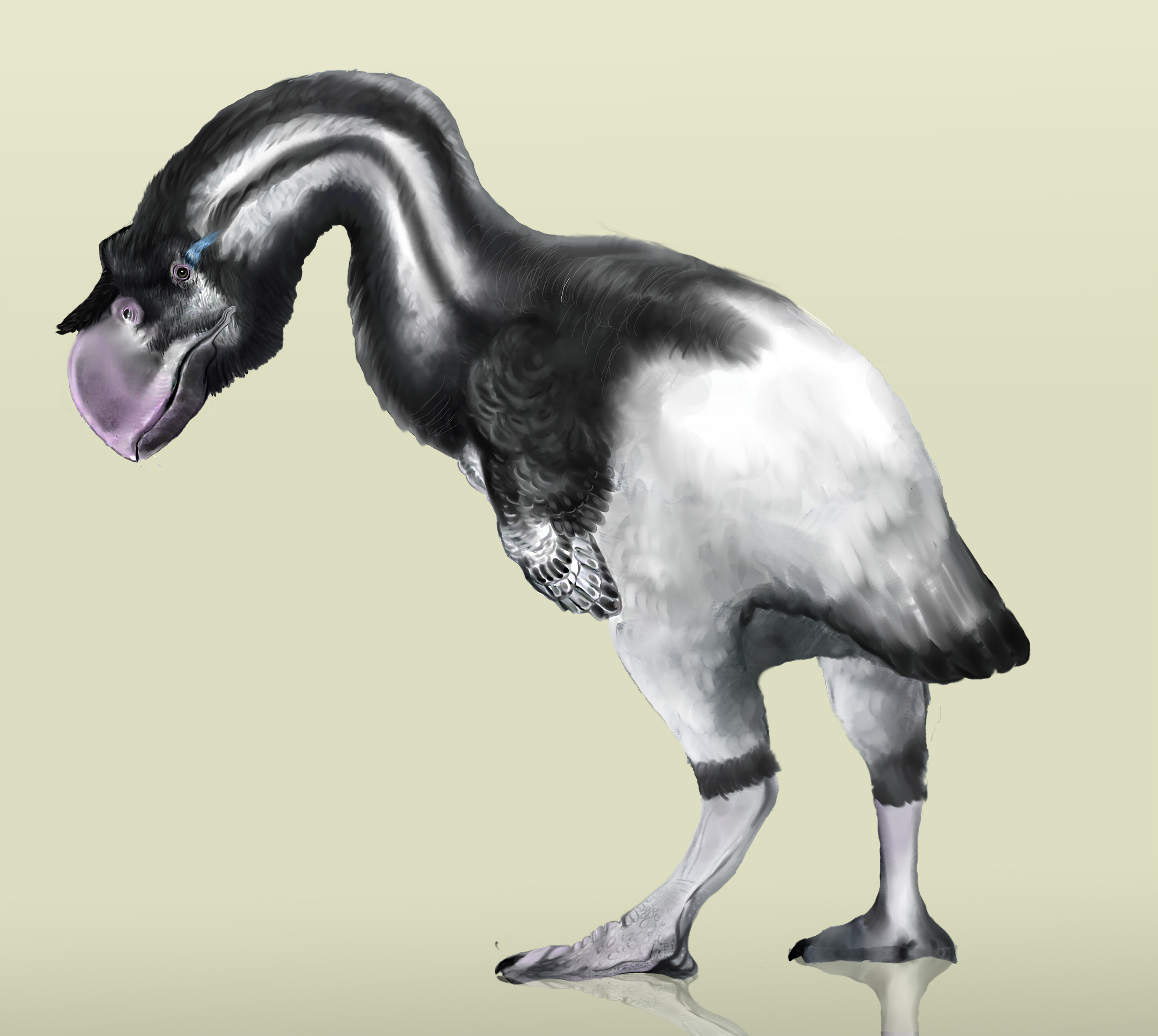
یک طرح بازسازی شده از درومورنیس

## دوره و زیستگاه
از ۸ میلیون سال پیش تا ۳۰ هزار سال پیش در دوره میوسن تا پلیوسن در جنگل‌های کوئینزلند زندگی می‌کرده‌است. مشخص نیست که این پرنده به اندازه شترمرغ‌های امروز گیاهخوار بوده‌است یا خیر، اما از نظر منقار و شکل صاف آن به نظر می‌رسد که گوشتخوار نبوده بلکه بیشتر از گیاهان سخت و برگهای بزرگ تغذیه می‌کرده‌است. ظاهراً نرها از ماده‌ها بزرگتر بودند، اما لزوماً بلندتر نبودند.